# Carlo Sigmund Taube
Carlo Sigmund Taube (geboren am 4. Juli 1897 in Galizien, Österreich-Ungarn; gestorben um den 3. Oktober 1944 im KZ Auschwitz) war ein österreichischer Komponist und Pianist.

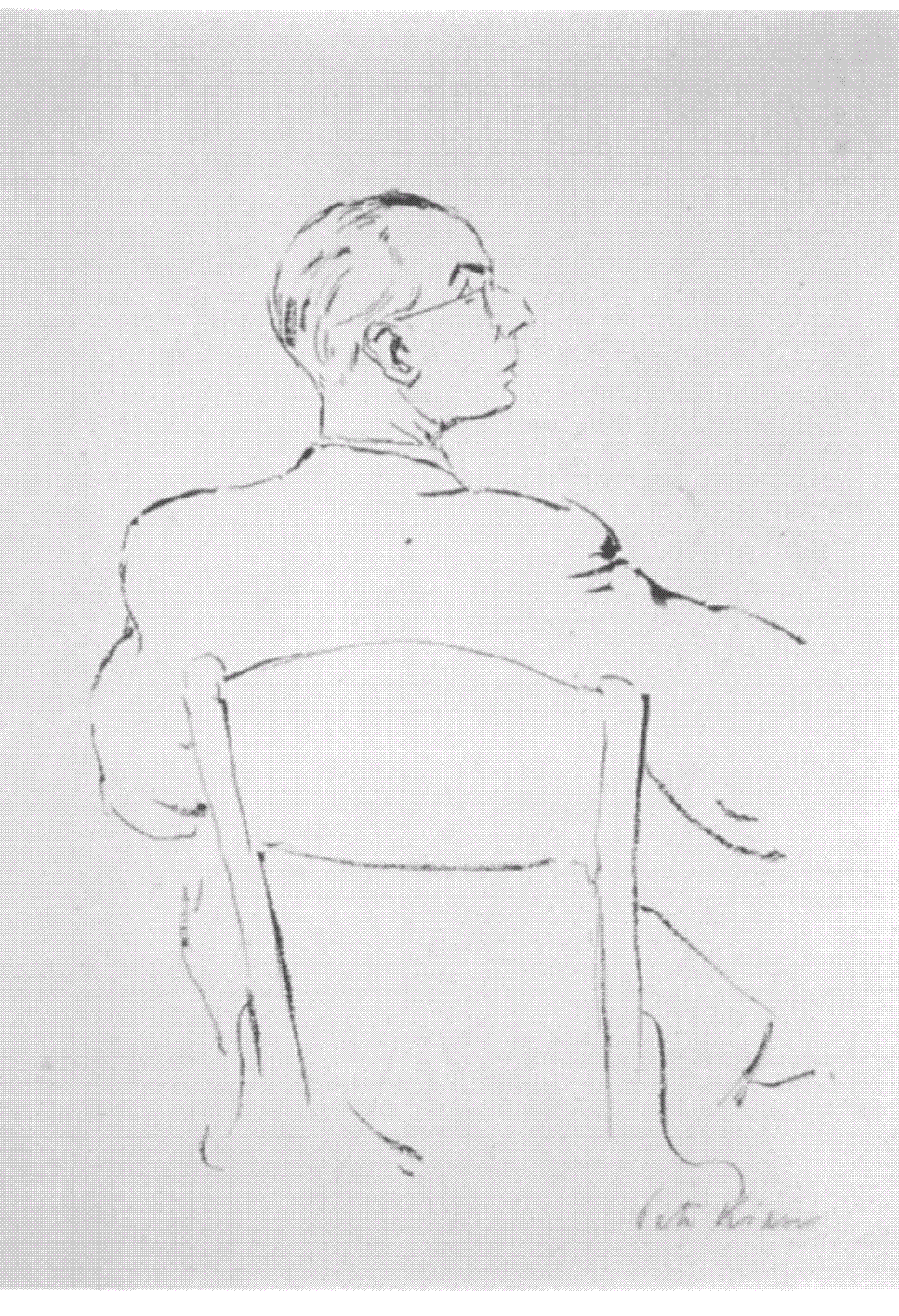
Zeichnung von Peter Kien (1943)

## Leben
Der gebürtige Galizier betrieb in Berlin Musikstudien bei Ferruccio Busoni, war 1933 nach Wien geflohen und verdiente sich dort seinen Lebensunterhalt mit Auftritten in Cafés und Nachtbars. Nach dem Anschluss Österreichs 1938 floh er in die Tschechoslowakei.
Am 10. Dezember 1941 wurden Taube und seine Familie (Frau und ein Kind) in das Ghetto Theresienstadt deportiert. Dort komponierte er mehrere Lieder und führte als Konzertleiter ein eigenes Lagerorchester, die sogenannte Stadtkapelle, die die altböhmische Musiktradition der Bäderstädte hochhielt. Taubes im November 1942 komponiertes Lied Ein jüdisches Kind hat als einziges seiner im Lager geschaffenen Werke das Kriegsende überdauert.
Er wurde am 1. Oktober 1944 von Theresienstadt nach Auschwitz deportiert, wo der Transport mit der Bezeichnung "Em" am 3. Oktober 1944 ankam. Seine Frau Erika, eine Dichterin, wurde mit dem Transport "En" am 4. Oktober 1944 nach Auschwitz transportiert. Im KZ Auschwitz wurden beide vermutlich gleich nach der Ankunft vergast.